# Watson (datorsystem)
Watson är ett system för frågesvar med artificiell intelligens (AI) utvecklat av IBM. Det är uppkallat efter IBMs grundare, Thomas J. Watson. Watson är känt för att ha besegrat tidigare mästare i frågesportprogrammet Jeopardy! 2011, men har sedan dess utvecklats till en plattform för AI-tjänster inom olika områden.

## Historia och Utveckling
Watson utvecklades ursprungligen av IBMs DeepQA-projekt under ledning av David Ferrucci. Målet var att skapa ett datorsystem som kunde förstå naturliga språkfrågor och ge korrekta svar baserade på en enorm mängd data. Efter Jeopardy!-segern har Watson genomgått betydande utveckling och utökats till en mängd olika applikationer och tjänster inom områden som hälso- och sjukvård, finans och kundtjänst.

## Teknisk Översikt
Watson är ett komplext system som bygger på en rad olika AI-tekniker, inklusive:
- Natural Language Processing (NLP): För att förstå naturliga språkfrågor och extrahera mening från ostrukturerad text.
- Maskininlärning (ML): För att identifiera mönster och göra förutsägelser baserade på stora datamängder.
- Kunskapsrepresentation och resonemang (KRR): För att lagra, strukturera och resonera om information från olika källor.
- Djupinlärning (DL): För att analysera komplexa mönster och förbättra precisionen i NLP- och ML-uppgifter.

Watson är utformad för att vara molnbaserat och skalbart, vilket gör det möjligt för användare att komma åt dess funktioner via API:er och webbaserade gränssnitt.

## Användningsområden
Watson används inom en rad olika branscher och applikationer, inklusive:
- Hälso- och sjukvård: Att stödja diagnos, behandlingsplanering och läkemedelsutveckling.
- Finans: Att upptäcka bedrägerier, ge investeringsrådgivning och automatisera kundtjänst.
- Utbildning: Att skapa personliga läroupplevelser och stödja lärare.
- Detaljhandel: Att förbättra kundupplevelsen genom personliga rekommendationer och chattbottar.

## Kritik och Utmaningar
Watson har också mött kritik och utmaningar, bland annat:
- Bias och rättvisa: AI-system som Watson kan spegla fördomar som finns i de data de tränas på, vilket kan leda till orättvisa resultat.
- Transparens och förklarbarhet: Det kan vara svårt att förstå hur Watson fattar beslut, vilket väcker frågor om transparens och ansvarsskyldighet.
- Dataskydd och säkerhet: Att använda Watson kräver att man delar data med IBM, vilket väcker oro för dataskydd och säkerhet.